# 勒伯克河
51°21′28″N 7°03′22″E / 51.357755°N 7.055989°E

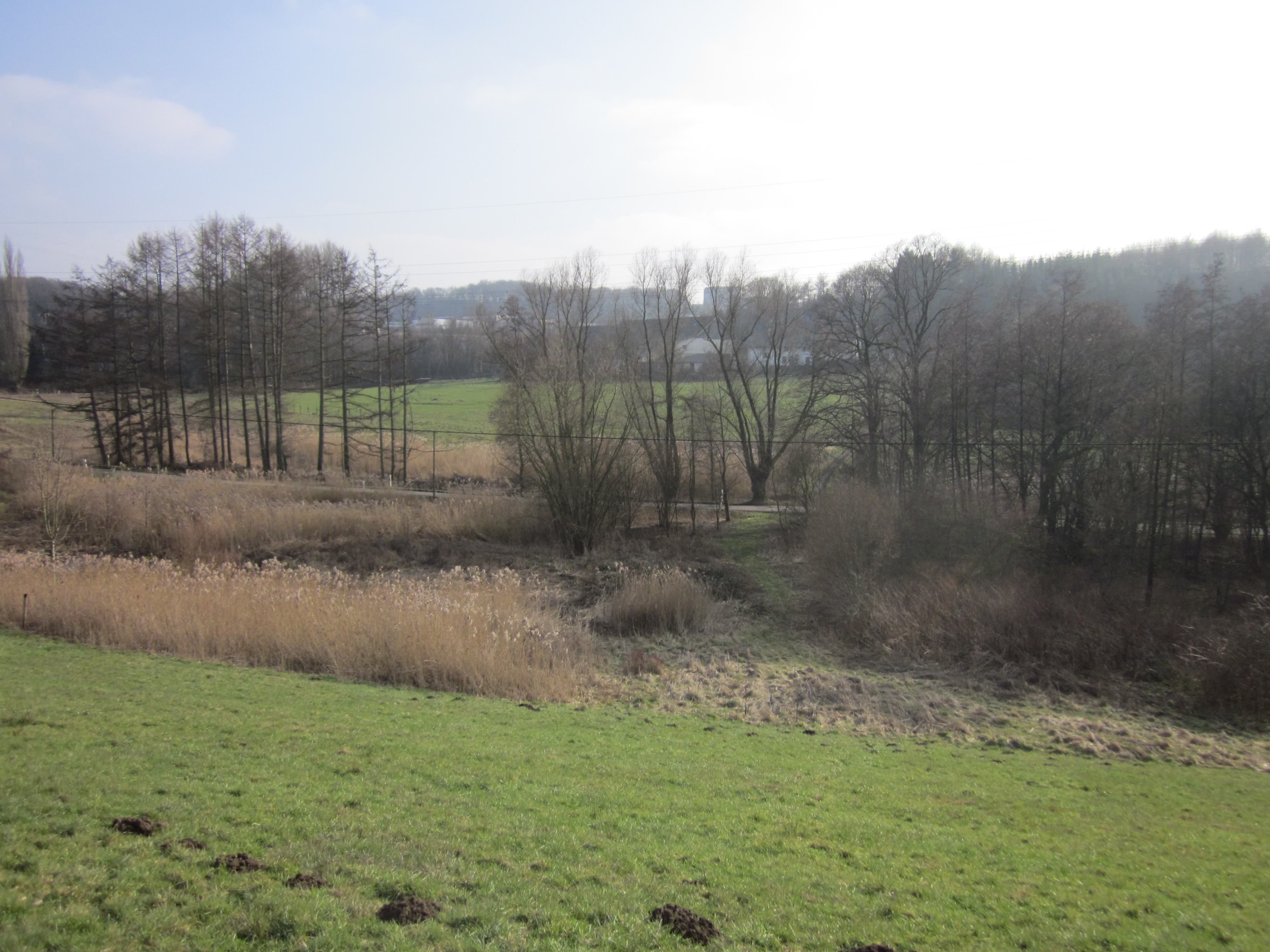

勒伯克河（德語：Röbbeck），是德國的河流，位於該國西部，處於北萊茵-威斯特法倫州，屬於黑斯珀巴赫河的右支流，河道全長2.4公里，流域面積2.0平方公里。